# Foynøya
Foynøya és una illa enfront de Nordaustlandet, Svalbard. La seva superfície és entre 1,5 i 2 km² (segons les fonts). Rep el nom del pioner balener Svend Foyn. Els noms previs inclouen Walrus Eyland, Illa de Föyen i Illa Foyn.
Aquesta illa forma part de la Reserva natural del sud-est de Svalbard.
Després de l'estavellament de l'hidroavió Italia en l'expedició al pol Nord d'Umberto Nobile, el gel flotant va portar els supervivents a aquesta illa.